# Kasia Kulesza
Kasia Kulesza (29 de agosto de 1976) é uma nadadora sincronizada canadiana, medalhista olímpica.

## Carreira
Kasia Kulesza representou seu país nos Jogos Olímpicos de 1996, ganhando a medalha de prata em Atlanta 1996, com a equipe canadense. 